# Colobothea plagiata
Colobothea plagiata es una especie de escarabajo longicornio del género Colobothea, categorizada en la tribu Colobotheini, de la subfamilia Lamiinae. Fue descrita por Aurivillius en 1902.

## Descripción
Mide 11-14 mm de longitud.

## Distribución
Se distribuye por Bolivia, Brasil, Colombia, Ecuador y Perú.